# Peter Landsberg
Peter Landsberg (* 15. Dezember 1938 in Essen) ist ein deutscher Manager. Er wurde vor allem bekannt durch seine langjährige Tätigkeit bei Standard Elektrik Lorenz (SEL) bzw. Alcatel SEL, von 1992 bis 1996 als Vorstandsvorsitzender des Unternehmens.

## Leben
Im Anschluss an die Schule begann Peter Landsberg zunächst eine Ausbildung zum Technischen Zeichner bei der Friedrich Krupp AG. Anschließend studierte er Maschinenbau und Fertigungstechnik an der Fachhochschule Siegen. Ein Praktikum über zehn Wochen führte ihn in die Türkei.
Bei der Firma Standard Elektrik Lorenz AG (SEL) startete er 1962 seine berufliche Laufbahn am Unternehmensstandort in Dortmund. Dort wurde er Produktionsleiter bis in das Jahr 1968, nach welchem er zum „Stab Betriebswirtschaft“ an den Unternehmenshauptsitz nach Stuttgart-Zuffenhausen wechselte. Ab 1972 war er dort für zwei Jahre als Leiter von Projekten für elektronische Vermittlungssysteme tätig. 1974 übernahm er in Stuttgart die Leitung des für Vermittlungssysteme zuständigen Betriebsteils und die stellvertretende Werksleitung. Im Jahr 1981 wurde er zunächst Werksleiter in Mannheim, bis er ab 1988 die Gesamtleitung des Bereichs „Vermittlungssysteme“ übernahm, aus dem durch Zusammenlegung mit dem Bereich „Übertragungstechnik“ im Herbst 1994 der neue Bereich „Kommunikationsnetze“ entstand.
Als Nachfolger von Gerhard Zeidler wurde Peter Landsberg 1992 zum Vorstandsvorsitzenden des Unternehmens Alcatel SEL AG, das aus dem Unternehmenskern der Standard Elektrik Lorenz um die Nachrichtentechnik gebildet worden war und die Bezeichnung seiner Muttergesellschaft Alcatel in den eigenen Namen aufgenommen hatte. Abgelöst wurde er im August 1996 durch Roland Mecklinger. Nach einem weiteren halben Jahr als Mecklingers Stellvertreter, verließ Landsberg das Unternehmen Ende Februar 1997.
Peter Landsberg war Mitbegründer und Vorstandsvorsitzender von „BW Connected e.V.“, einer Wirtschaftsinitiative zur Förderung des Innovations- und Hightech-Standortes Baden-Württemberg. Außerdem war er zehn Jahre lang Mitglied des Böblinger Kreistages und an der Fusion der Volksbanken in der Region beteiligt.

## Werke
- Mitautor zu Grenzenlose Leistung, Hrsg. Klaus Kinkel, DVA Sachbuch 2014, ISBN 978-3-421-04670-3